# تنشو
تنشو (بالإنجليزية: Tenchu)‏ (باليابانية: 天誅) ، هي سلسلة ألعاب فيديو يابانية حول نينجا يتسلق للبحث عن زعماء العصابات وبعض شخصيات النينجا اليابانية، صدرت اللعبة عام 1998م، وصدرت للمرة الأخيرة عام 2008م.

## أجزاء تنشو
- تنشو: ستيلث أساسنز: صدرت عام 1998م.
- تنشو 2: بيرث أوف ذا ستيلث أساسنز: صدرت عام 2000م.
- تنشو: وارث أوف هافن: صدرت عام 2003م.
- تنشو: فاتل شادوز: صدرت عام 2004م.
- تنشو: تايم أوف ذا أساسنز: صدرت عام 2005م.
- تنشو: دارك سيكريت: صدرت عام 2006.
- تنشو زي: صدرت عام 2006 باليابان، و2007 لكل أنحاء العالم
- شادو أسولت: تنشو: صدرت عام 2008م.

## وصلات خارجية
- Official website (From Software Tenchu games) (باليابانية)
- تنشو على موبي غيمز
- تنشو at تي في تروبس  [لغات أخرى]‏
- Tenchu Checkpoint (Fan Community)
- Tenchu Checkpoint Forums